# Sans tambour ni trompette (film, 1959)
Pour les articles homonymes, voir Sans tambour ni trompette.
Pour plus de détails, voir Fiche technique et Distribution.
Sans tambour ni trompette (titre original allemand : Die Gans von Sedan) est un film franco-allemand réalisé par Helmut Käutner en 1959, tiré du livre de Jean L'Hôte Un dimanche au champ d'honneur.

## Synopsis
Durant la guerre franco-prussienne de 1870, aux environs de Sedan, on demande à un soldat français (Léon Richard), qui fait partie d'une troupe qui se repose dans un bois, d'aller chercher de l'eau. Arrivé près d'une rivière, il en profite pour se baigner ; une fois à l'intérieur, il rencontre un soldat prussien (Fritz), et, après quelques échanges, ils finissent par s'entendre. Mais, en sortant, ils inversent leurs uniformes, qui se ressemblent, et se voient séparés de leurs troupes.

## Distribution
- Jean Richard : Léon Richard
- Hardy Krüger : Fritz
- Dany Carrel : Marguerite
- Françoise Rosay : La grand-mère de Marguerite
- Theo Lingen : Le colonel Toplitz
- Lucien Nat : Le capitaine français
- Robert Rollis : Un soldat français
- Fritz Tillmann : Un Prussien
- Ralf Wolter : Ulan Lehmann
- Emile Genevois : Un soldat français

## Fiche technique
- Affiche : Clément Hurel (France)

## Autour du film
Le film a été tourné, en partie, au château de Vigny; film UFA en Agfacolor.